# Album for Mandssang
Album for Mandssang is een liederenbundel samengesteld en bewerkt door Edvard Grieg. De liedjes warden gehaald uit Ludvig Mathias Lindemans Ældre og nyere norske Fjeldmelodier Grieg koos voor dertien liedjes uit een totaal van bijna 600 honderd. Grieg schreef in februari 1878 dat hij een aantal liedjes had bewerkt voor solostem en mannenkoor. Hij zou het ter ontspanning hebben geschreven nadat hij zijn Strijkkwartet had voltooid. De muziek van het Album for Mandssang varieert van zeer serieus tot liedjes die meer passen in het genre dronkemansliederen. 
Fantegutten, Bådn-Låt en Jeg lagde mig så sildig waren in deze volgorde te horen tijdens een concert op 11 oktober 1877 met allerlei (bewerkte) volksmuziek in Bergen. Op 7 oktober 1879 volgden uitvoeringen van Springdans, Torø liti en Røtnams-Knut. De liedjes kunnen dus allen los uitgevoerd worden. Begin januari 1879 was de hele bundel al te koop bij Warmuth.
De liederen zijn geschreven voor bariton solo met begeleiding van twee tenorstemmen en twee bariton/basstemmen. Er zitten ook varianten daarop tussen voor vijf solostemmen.
Het verhaal gaat, dat Grieg in Bergen beschuit ging kopen bij meesterbakker Reimers. De broer van die bakker was plaatselijk bekend zanger. Grieg waardeerde het door de bakker geleverde beschuit zo zeer dat hij Røtnams-Knut naar hem toezond. 
De twaalf liederen zijn
1. Jeg lagde mig så sildig
2. Bådn-Låt
3. Torø liti
4. Kvålins halling
5. Dæ æ den storste Dårleheit
6. Springdans
7. Han Ole
8. Halling
9. Dejligste brandt kvinder
10. Den store, hvide Flok
11. Fantegutten
12. Røtnams-Knut

Johan Diederich Behrens was zangpedagoog en koordirigent.